# Пролетарское городское поселение (Ростовская область)
Пролетарское городско́е поселе́ние — муниципальное образование в Пролетарском районе Ростовской области Российской Федерации.
Административный центр — город Пролетарск.

## Состав городского поселения
| № | Населённый пункт | Тип населённого пункта        | Население |
| - | ---------------- | ----------------------------- | --------- |
| 1 | Кирсалово        | посёлок                       | 104       |
| 2 | Конармейский     | посёлок                       | 148       |
| 3 | Приманычский     | посёлок                       | 261       |
| 4 | Пролетарск       | город, административный центр | ↗18 983   |

## Население
| 2010    | 2012    | 2013    | 2014    | 2015    | 2016    | 2017    |
| ------- | ------- | ------- | ------- | ------- | ------- | ------- |
| 20 780  | ↘20 721 | ↘20 532 | ↘20 315 | ↘20 144 | ↘20 034 | ↘19 825 |
| 2018    | 2019    | 2020    | 2021    |         |         |         |
| ↘19 568 | ↘19 312 | ↘19 202 | ↗19 364 |         |         |         |